# 萨拉农·阿努因
萨拉农·阿努因（สรานนท์ อนุอินทร์，1994年3月24日—），泰国足球运动员，司职门将。現效力於泰超BG巴吞聯足球會，也代表泰国国家足球队。

## 荣誉

### 俱乐部
清莱联
- 泰國甲組足球聯賽: 2019年
- 泰国足总杯 (2): 2018年, 2020–21年
- 泰國聯賽盃: 2018年
- 泰國冠軍盃: 2020年

### 国家队
泰国
- 东南亚足球锦标赛: 2022